# عصب دهلیزی حلزونی

طرح کلی دستگاه شنوایی انسان.
1. گوش بیرونی
2. لاله گوش
3. مجرای گوش
4. پرده صماخ
5. گوش میانی
6. استخوان‌های گوش میانی
7. استخوان چکشی
8. استخوان سندانی
9. استخوان رکابی
10. حفره صماخی پرده گوش
11. استخوان گیجگاهی
12. شیپور استاش
13. گوش درونی
14. پیچ‌راه
15. مجرای نیمه‌حلقوی
16. دالان (دهلیز) گوش
17. پنجره یا منفذ دالانی
18. پنجره یا منفذ گرد
19. حلزون گوش
20. عصب دالانی یا دهلیزی
21. عصب شنوایی
22. مجرای درونی شنوایی
23. عصب دهلیزی حلزونی

عصب دهلیزی حلزونی (به انگلیسی: Vestibulocochlear nerve) زوج هشتم از اعصاب مغزی است که خود از دو عصب تشکیل می‌گردد: عصب شنوایی یا حلزونی Cochlear و عصب دهلیزی Vestibular.

## عملکرد
عصب شنوایی در هسته حلزونی -در ساقه مغز محل پیوند پل مغز با پیاز نخاع- ختم شده و در شنیدن نقش دارد. منطقه شنوایی در لوب گیجگاهی (تمپورال) قشر مغز قرار دارد. منطقه شنوایی اولیه شامل نواحی ۴۱ و ۴۲ برودمن بوده و منطقه شنوایی ارتباطی در ناحیه ۲۲ برودمن قرار دارد.
عصب دهلیزی به همراه عصب شنوایی بوده و در هسته دهلیزی ختم می‌شود. هسته دهلیزی در محل اتصال پل مغزی و پیاز نخاع قرار می‌گیرد. عصب دهلیزی در تعادل و همچنین حرکات هماهنگ چشم‌ها در ارتباط با حرکات سر نقش دارد. از نشانه‌های آسیب عصب دهلیزی، سرگیجه، تهوع و دودوئَک Nystagmus است.

## نگارخانه

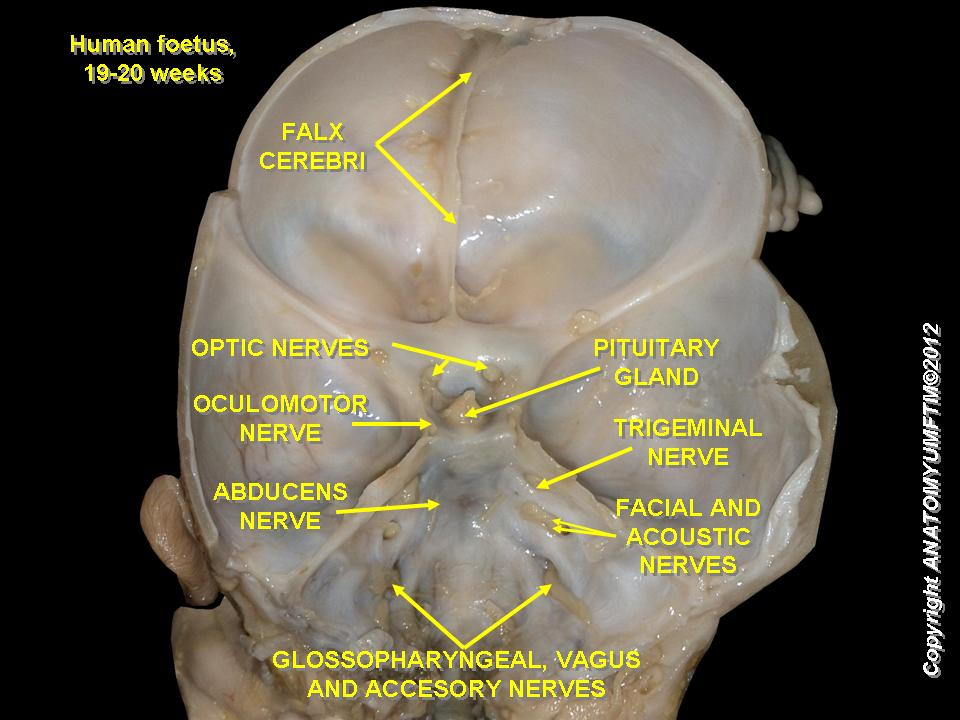
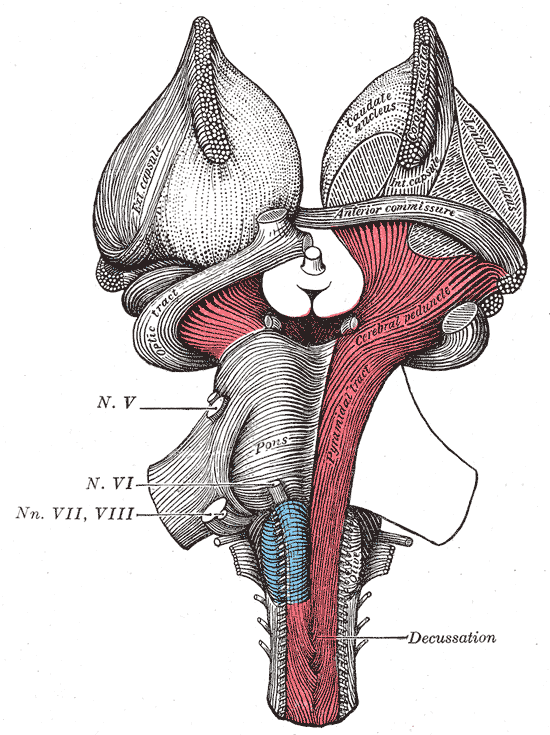
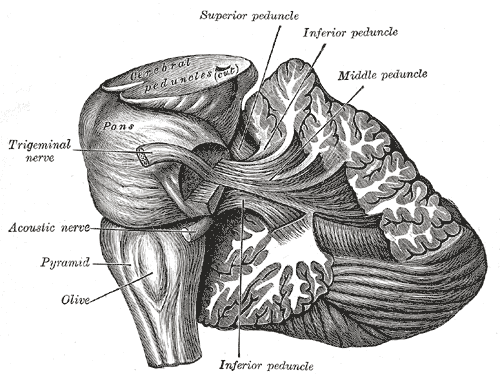
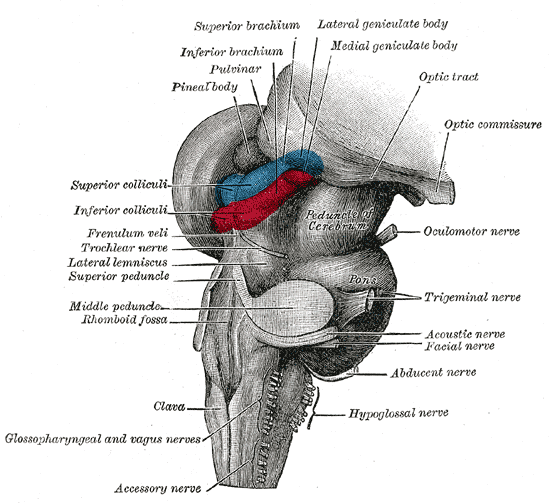
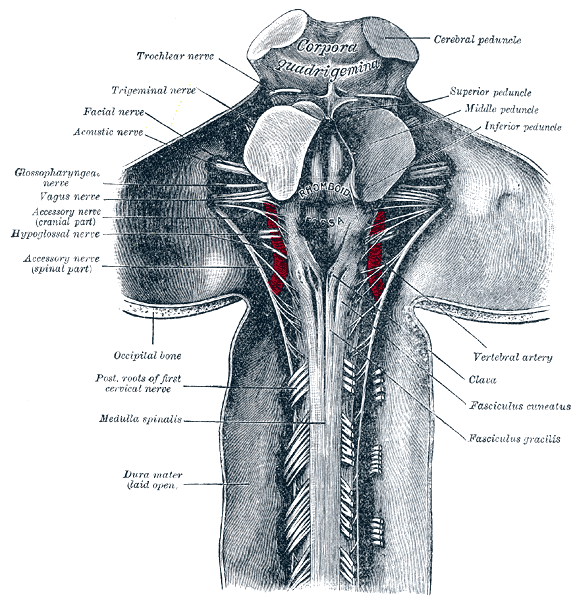
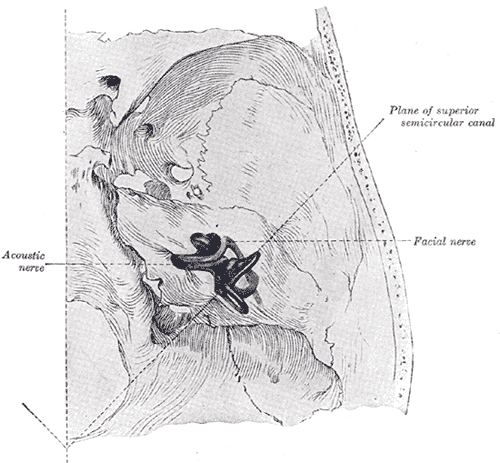
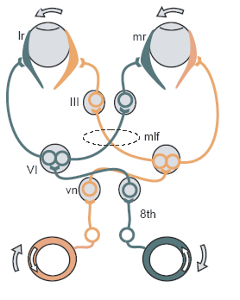
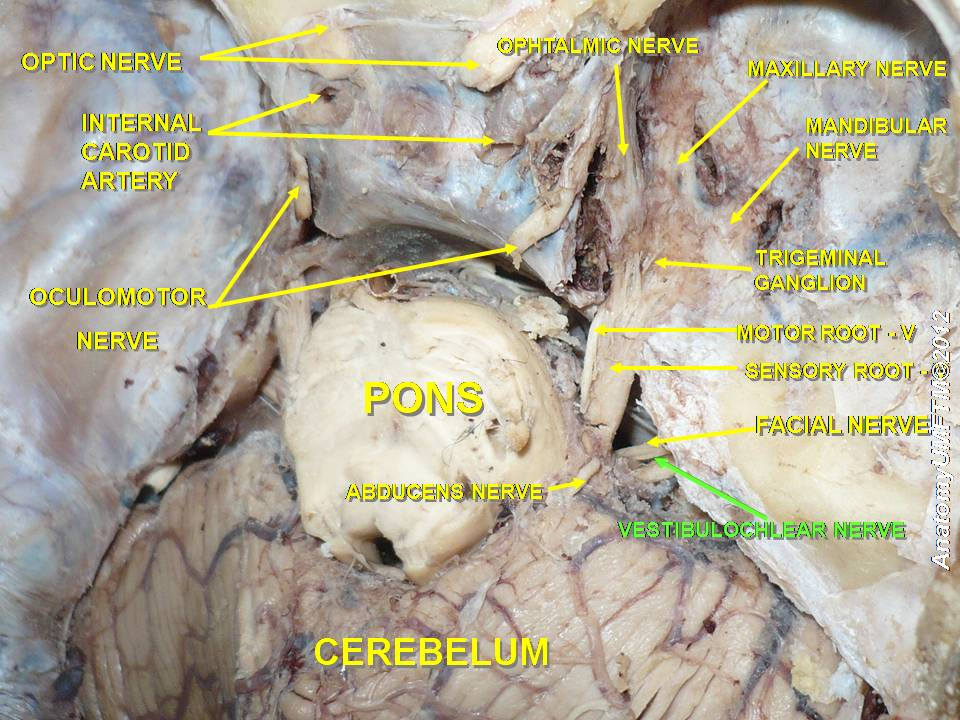